# Der schwebende Schritt des Storches
Der schwebende Schritt des Storches ist ein Film des griechischen Filmemachers Theo Angelopoulos aus dem Jahre 1991 mit Jeanne Moreau und Marcello Mastroianni in den Hauptrollen.

## Handlung
Bei der Arbeit an einem Dokumentarfilm über die Probleme an der griechischen Nordgrenze (wahrscheinlich die Grenze zum jugoslawischen Nachfolgestaat Mazedonien oder zur Türkei) glaubt ein junger Fernsehjournalist in einem alten Mann (Mastroianni) einen Politiker zu erkennen, der vor Jahren eine mit Spannung erwartete Parlamentsrede mit einem rätselhaften Satz – „Manchmal muss man schweigen, um die Musik zu verstehen.“ – abbrach, und von einem Moment auf den anderen verschwand, ohne jemals wieder aufzutauchen. Schließlich wurde er für tot erklärt.
Zurück in der Hauptstadt Athen sucht er dessen ehemalige Frau auf (Moreau) und versucht sich an einer Annäherung zu dieser rätselhaften Gestalt. Es gelingt ihm, mit einem kleinen Team an die Grenze zurückzukehren, um nach dem Politiker (der nie mit Namen genannt wird) zu suchen. Unschwer findet er den alten Mann wieder, der ableugnet, der gesuchte Politiker zu sein, obschon die Ähnlichkeiten offenkundig sind. Der alte Mann, der mit seiner Familie ein ärmliches Leben als Fernmeldetechniker und Nebenerwerbslandwirt führt, weist den Journalisten nicht ab, sondern führt mit ihm mehrere tiefgründige Gespräche, meist am Rande von tragischen, bedrückenden Episoden, die sich in der Winterlandschaft längs des Grenzflusses abspielen.
Erster dramatischer Höhepunkt des Filmes ist eine von einem griechisch-orthodoxen Priester vollzogene Trauung über den Grenzfluss hinweg, wobei die Braut – die Tochter des alten Mannes – auf der einen, der Bräutigam auf der anderen Seite des Flusses steht. Die Zeremonie wird von Warnschüssen der Grenzpatrouillen beendet. Die junge Braut verbringt ihre Hochzeitsnacht in den Armen des Journalisten, der allerdings erst viel später begreift, dass er nur ein Stellvertreter gewesen ist. Der Journalist überredet die Frau des Politikers am Telefon, zu ihm in die Grenzstadt zu kommen, wo er eine Begegnung mit dem alten Mann arrangiert. Die Begegnung findet auf einer kleinen Hafenbrücke statt und wird von dem Fernsehteam heimlich gefilmt. Der alte Mann und die Frau stehen einander beklemmende Minuten lang wortlos gegenüber. Es wird klar, dass es sich bei dem alten Mann um jenen verschwundenen Politiker handelt. Dennoch verleugnet seine Frau seine frühere Identität vor dem Filmteam – im stillschweigenden Einverständnis mit dem alten Politiker, der ein anderes, wahrhaftigeres Leben führt.
In einem grandiosen Schlussakkord steht der junge, sichtlich gereifte Journalist an der Grenze, hebt den Fuß zum symbolisch angedeuteten Schritt über die verbotene Linie, worauf die Grenzsoldaten auf beiden Seiten in den Anschlag gehen, wie in der Eingangsszene des Filmes, als der Kommandant der Grenzwache so die Gefährlichkeit der Grenze demonstriert. Nunmehr jedoch steigen ballettartig inszeniert Techniker – darunter auch der alte Mann – in leuchtend gelbem Ölzeug vor grauem Himmel eine Reihe von Telegrafenmasten hinauf, um eine vom Sturm zerstörte Telefonleitung wieder anzubringen.

## Interpretation
Der Politiker, der kurz vor dem Höhepunkt seiner Karriere urplötzlich verschwindet, um in einer kargen, feindseligen Grenzlandschaft als Adoptivvater einer Flüchtlingsfamilie ein Leben als „underdog“ zu führen, setzt das Philosophenwort drastisch in die Tat um, dass es kein richtiges Leben im Falschen geben könne. Radikal wendet er sich von der ebenso glamourösen wie unwirklichen Scheinwelt der kapitalen Urbanität ab und begibt sich in die härteste und unwirklichste Gegend des Landes – an eine Grenze, die ein eiserner Vorhang ist, an der ständig Menschen sterben, ums tägliche Überleben kämpfen müssen, wie auch um ihre Würde und Identität. Die Grenze, der Grenzfluss und die karge, kalte und abweisende Landschaft, sind gleichrangige Hauptdarsteller des Films neben den Schauspielern. Sie sind konkret wie metaphorisch die Grenzen zwischen Menschen, in den Herzen und in den Köpfen der Menschen, um deren Beherrschung wie Überwindung ein meist stiller, zäher und unerbittlicher Kampf gekämpft wird, in dem sich die Menschen verlieren und – manchmal – auch wieder zu sich finden.
Mehr im impressiven Schweigen, als in ihren Dialogen brillieren die beiden Altstars des europäischen Films in der Verkörperung von Menschen in existenzieller Situation, die darin gipfelt, einander nach Jahren wieder zu begegnen, und einander dennoch nur die einzige Liebestat erweisen zu können, sich wiederum zu verleugnen. Die Unterscheidung zwischen Wahrem und Falschem erweist sich als weitaus schwieriger, wie es oberflächliche Alltagswertungen vorspiegeln. Trotz seiner tief melancholischen Stimmung endet der Film mit dem optimistischen Symbol des Journalisten, der die Bedeutung der ‚Grenze‘ nunmehr verstanden zu haben scheint, und den Arbeitern, die in aufopferungsvoller Mühe immer wieder die dünnen, verletzlichen Drähte instand halten und erneuern, die die Menschen miteinander auch über ihre Grenzen hinweg verbinden können.
Die Thematik des Trennenden wird durch das Beispiel des Grenzflusses mehrfach angesprochen. Ebenso wie die Sprachlosigkeit in der eigenen Sprache, obwohl sie die Muttersprache ist. Des Weiteren erscheint die Reflexion von Wasser, Luft und Erde als Elemente der medientheoretische Dimension: „Eine Verschränkung von einem Zustand im Element der Luft – das Schweben - (wie auch der flugfähige Storch auf die Luft verweist) mit dem Element der Erde, auf die ein Schritt gesetzt wird, ein Element, in dem der Storch ebenfalls zu Hause ist.“  So scheint in diesem Film der Fluss, das Element des Wassers, dem Flussufer, dem Element der Erde, entgegengesetzt.

## Kritik
„Ein filmisches Meisterwerk voller (kino-)magischer Momente und mit ungeheurem Reichtum, ein philosophischer und politischer Diskurs über Grenzen zwischen Ländern und Kulturen, über die Grenzlinien in jedem einzelnen. Dabei lotet der Film das Überschreiten dieser Linien aus und registriert voller Trauer den Verlust von Utopien. (Kinotip der Katholischen Filmkritik […])“

## Auszeichnungen
Der Film nahm am Wettbewerb der Internationalen Filmfestspiele von Cannes 1991 teil, ging bei der Preisvergabe jedoch leer aus.